# ウィンクス・サーガ: 宿命
ウィンクス・サーガ: 宿命（-しゅくめい、原題: Fate: The Winx Saga）は、Netflixで配信されているティーンズ向けドラマシリーズ。イジーニオ・ストラフィの原案に基づいてイタリアのレインボーS.r.l.（現・レインボーS.p.A.）が制作し、ニコロデオンで放送されたテレビアニメ作品である「Winx Club」シリーズをベースに実写化した作品である。制作にあたってはレインボー社とロンドンに拠点を置く独立系製作プロダクションのArchery Picturesの共同製作となっている。同作はショーランナーと製作総指揮を兼任するブライアン・ヤングによって企画された。2021年1月22日にNetflixにて第1シーズン（全6話）が配信開始された。

## 概要

### あらすじ
魔法を学ぶ寄宿学校の「アルフィア」にやってきたブルーム。アルフィアの生徒たちはそれぞれが生まれ持った魔法を使いこなし、ソラリアを守るために戦う訓練を行う。
好奇心旺盛で癖のある同級生たちとともに魔法の使い方を身に着けていきながら、恋や友情を経験していく。そんななか、校舎の付近では何年も現れていなかった「バーンド・ワン」と呼ばれる恐ろしい怪物が表れる。ブルームたちはバーンド・ワンを倒し、学校を守ることができるのか。

### 世界観
従来の魔法ファンタジーものの多くとは異なり（原作となったWinx Clubとも異なる）、作中における魔法世界（本作では「アザーワールド」）の住人達は現実世界（本作では「ファーストワールド」）の道具、出来事、文化、技術等に精通しており、魔法と併用して一般的に取り入れてる。寄宿学校の生徒たちは華やかなファッションに身を包み、スマートフォンのテキストメッセージやSNSに興じ、セルフィーを投稿する。それがもとで人間関係のトラブルが引き起こされることもある。こうしたきらびやかな青春群像ドラマ的要素が強いため、一部では「『ハリー・ポッター』×『ゴシップガール』」などとも評されている。

## プロダクション
ストラフィが最初にWinx Clubの実写版シリーズを提案したのは、2011年、バイアコムが彼のスタジオであるレインボー社の共同所有者としてプロジェクトへの投資を始めた数か月後のことであった。実写シリーズの制作決定が承認される前に、ストラフィはニコロデオンの「Club 57（英語）」の製作プロデューサーとして実写作品での経験を積んだ。ストラフィは2018年3月に「NetflixがWINX CLUBをヤングアダルト向けに翻案した実写化作品を制作予定だ」とアナウンスを出し、2019年9月にはついにアイルランドで「宿命」の主要撮影が開始された。
製作の初期段階において、アニメ作品を手掛けたニコロデオンのアメリカスタッフ（その中には米版でブルームを演じた声優のモーリー・クインも含まれていた）が「宿命」の制作チームに接触し、パイロット版の試写を行った。また、アニメ作品からはレインボーのジョーン・フィンがエグゼクティブプロデューサーとして監修に加わっている。それ以外のスタッフはほとんどが"WINX"フランチャイズに初参加であり、脚本家陣は『ヴァンパイア・ダイアリーズ』などのティーンズ向けドラマを手掛けた人材のなかから抜擢された。
製作総指揮のブライアン・ヤングは、ガーディアン紙のインタビューのなかで、あえて「（大きな目をもち、キラキラした衣装に身を包んだ）カートゥーン版のウィンクスの妖精たちのキャラクターデザインから離れる」ことを選んだとしている。「僕はマンガやアニメの大ファンだけど、（現実では）誰もマンガやアニメのような外見ではないからね。」と語っている。『Winx Club』の世界観をより成熟した視聴者層に向けて再構築するために努力した。「物語を登場人物たちのリアルな瞬間のなかで根付かせることに注力した。視聴者の誰もが自分事として感じられるような事柄だ。これは僕がファンタジーを大好きだから考えたことで、僕は子供の頃『ダンジョンズ&ドラゴンズ』のキャラクター商品を持っていたけれど、そういったおもちゃをバカバカしいと思ってしまうこともとても容易いことだったんだ。」
第一シーズンのエピソードの何話かはリサ・ジェームズ・ラーソンとハンナ・クインが監督した。
撮影は2019年9月にアイルランドのウィックロー県で始まり、12月13日にクランクアップした。第一シーズンのロケーションにはキルラドリーハウス（英語） やブレイ町内にあるアードモア・スタジオズ（英語）などが使われた。

## キャストと登場人物

### アルフィアの生徒たち
ブルーム（Bloom）
（演：アビゲイル・コーエン／声：弘松芹香）
ファーストワールド（人間界）のカリフォルニアで、人間の両親の元で育った。入学の誘いがあったとき校長からは「先祖に妖精がいたようだ」と聞かされていたが、後に自分が妖精のチェンジリングであることを知る。出生の秘密を追い求めるなかで強力な魔力を発現していく。火の妖精(fire fairy)
ステラ（Stella）
（演：ハンナ・ファン・デル・ヴェストハイゼン／声：依田菜津）
2年生。ブルームのスイートメイトでメンター。アザーワールドにある7つの王国のひとつでアルフィアを設立しているソラリアの王女。スカイの元ガールフレンド。光の妖精(light fairy)。
アイシャ（Aisha）
（演：プレシャス・ムスタファ／声：金田愛）
ブルームのルームメイトでなにかにつけてブルームに助言をくれる。元水泳部で、毎日2回校内の川で遊泳している。水の妖精(water fairy)。
ミュサ（Musa）
（演：エリシャ・アップルバウム／声：城内由茄子）
ブルームたちのスイートメイト（テラのルームメイト）。他人の感情が感じ取れる心の妖精(mind fairy)。
テラ（Terra）
（演：エリオット・ソルト／声：武隈史子）
ブルームたちのスイートメイト（ミュサのルームメイト）。ベン・ハーヴェイ教授の娘で、アルフィアで育った。地の妖精(earth fairy)。
スカイ（Sky）
（演：ダニー・グリフィン／声：阿座上洋平）
スペシャリスト科の2年生。父は国の英雄であるエラクリオンのアンドレアス。ブルームと惹かれあうようになる。父を亡くしてからはシルヴァが親代わりとなり、アルフィアで育った。
リヴィン（Riven）
（演：フレディ・ソープ／声：林勇）
スペシャリスト科の2年生。スカイのルームメイト。
デイン（Dane）
（演：セオ・グレアム／声：井上優）
スペシャリスト科に在籍する1年生。初回の授業でバーンド・ワンズの存在を訝り、シルヴァの講義における説明を笑ったことでたしなめられる。
ビアトリクス（Beatrix）
（演：セイディ・ソヴラル／声：中村カンナ）
1年生。ダウリング校長が隠すアルフィアの歴史を探る。リヴィンを誘惑する。電気を操る空の妖精(air fairy)。
サム（Sam）
（演：ジェイコブ・ダッドマン／声：神尾晋一郎）
ベン・ハーヴェイ教授の息子でテラの兄。ミュサが想いを寄せるようになる。地の妖精。
キャット（Kat）
（演：レア・ミント／声：杏寺円花）
スペシャリスト科に在籍する女子生徒でステラの友人。

### アルフィアの教職員
ファーラ・ダウリング（Farah Dowling）
（演：イヴ・ベスト／声：五十嵐麗）
アルフィアの校長。かつてシルヴァやハーヴェイらとともに「バーンド・ワンズ」の討伐作戦を実施していた。強力な魔法を用いる。
ソウル・シルヴァ（Saul Silva）
（演：ロブ・ジェームズ＝コリアー／声：三上哲）
アルフィアでスペシャリストを訓練する教員。かつてダウリングらとともに「バーンド・ワンズ」と戦った。亡くなったスカイの父の親友で親代わりを務めてきた。
ベン・ハーヴェイ（Prof. Ben Harvey）
（演：アレックス・マックイーン／声：虎島貴明）
アルフィアの薬草学の教員。校内の温室で様々な薬草を栽培している。かつてダウリングらとともに「バーンド・ワンズ」と戦った。サムとテラの父親。
カラム（Callum）
（演：ハリー・ミチェル）
ダウリング校長の事務を掌握する助手。

### ファーストワールド
ヴァネッサ・ピーターズ（Vanessa Peters）
（演：エヴァ・バーシッスル／声：島田愛野）
ファーストワールド（人間界）でのブルームの母。
マイク・ピーターズ（Mike Peters）
（演：ジョシュ・カウダリー）
ファーストワールドでのブルームの父。

### アザーワールド
ロザリンド（Rosalind）
（演：レスリー・シャープ）
アルフィアの先代校長で、「バーンド・ワンズ」の討伐の為ダウリングらを率いていた。ブルームのチェンジリングを実施しファーストワールドに託した人物。ダウリングらに魔法で幽閉されていたが、ブルームによって解放される。シーズン1の最終話では校長に返り咲く。
ルナ女王（Queen Luna）
（演：ケイト・フリートウッド／声：鳥越まあや）
アルフィアの立地するソラリアの君主。ステラの母。
アンドレアス（Andreas）
（演：ケン・デュケン／声：中井和哉）
スカイの父でロザリンドの率いた部隊で戦ったシルヴァの戦友でソラリアの英雄。「バーンド・ワンズ」との戦争で戦死したと伝えられていたが、その死に際については語られていない真相があった。また、実際にはその後生きていた。孤児となったベアトリクスの育ての親。
バーンド・ワン（ズ）（the Burned One）
非常に素早く獰猛な恐ろしい魔物。バーンド・ワンとの戦いで多くのスペシャリストたちが命を落とした。通常の攻撃では死なないが、体の内部にある「シンダー(Cinder)」と呼ばれる核を魔法で破壊することでとどめを刺すことができる。その実態は1000年前の古代戦争の兵士たちがドラゴンフレイムの原始魔法によって姿を変えられた存在であった。

### 吹き替え版声優（役名不明）
そのほか、以下の声優がクレジットされている。
| - 西垣俊作（話3、5、6） - 唐沢潤（話3、5、6） - 左座翔丸（話1、2、3、6） - 杏寺円花（話4） - 渡谷美帆（話1、4、5、6） |

## スタッフ

### 日本語版監修
- ローカライズスタジオ: ブロードメディア
- 演出: 工藤美樹
- 翻訳: 古賀香菜子
- 調整: 並木晃

### 日本語字幕
- 日本語字幕: 八木真琴

## WINX CLUBとの相違
本作の制作にあたっては劇中のいくつかの重要な設定が元になったアニメーション作品の『Winx Club』とは異なっている。
- 『WINX CLUB』においてアルフィアはフェアリー（妖精）たちが魔法を学ぶ学校であり、それと別にバーンド・ワンズと戦うスペシャリストを養成する訓練校として「レッド・ファウンテン」が設定されていたが、本作中のアルフィアはフェアリーとスペシャリストの両方を養成する寄宿学校となっている。
- このため『WINX CLUB』作中でクラブメンバーであるWINXにはそれぞれ各カウンターパートとなるボーイフレンドが設定されていたのに対し、（※なお、本作の劇中に"WINX"という用語は登場していない）本作中では在学中のフェアリーとスペシャリストの関係性について青春群像ドラマ的な複雑なロマンスが描かれている。
- フェアリーの出自に関しても、ストーリーのカギとなる主人公ブルームの出自を含め設定の変更点が見られる。『WINX CLUB』においてWINXたちはMAGIX世界の各惑星から集っていたが、本作の登場人物はブルームをのぞいて「アザーワールド」（作中で地球儀が見られることから現実世界と同じ球体惑星様であると思われる）の各所から集まっている。
- 登場人物の名前や操る魔法に関してもオリジナル要素が多くみられる。

## 放映リスト

### 第1シリーズ
| 通算 話数 | タイトル                                            | 監督               | 脚本                                     | 公開日        |
| --------- | --------------------------------------------------- | ------------------ | ---------------------------------------- | ------------- |
| 1         | "水辺と森のある場所へ" "To the Waters and the Wild" | Lisa James Larsson | 脚本 : Brian Young                       | 2021年1月22日 |
| 2         | "ここに来たらみんな仲間" "No Strangers Here"        | Lisa James Larsson | Speed Weed                               | 2021年1月22日 |
| 3         | "人間の希望の重み" "Heavy Mortal Hopes"             | Hannah Quinn       | Victoria Bata                            | 2021年1月22日 |
| 4         | "傷ついた天使" "Some Wrecked Angel"                 | Hannah Quinn       | Niceole R. Levy                          | 2021年1月22日 |
| 5         | "真実の中に消えていくもの" "Wither Into the Truth"  | Stephen Woolfenden | 脚本 : Victoria Bata 原案 : Sarah Hooper | 2021年1月22日 |
| 6         | "ひたすら信じる心" "A Fanatic Heart"                | Stephen Woolfenden | Brian Young                              | 2021年1月22日 |

### 第2シリーズ
| 通算 話数 | タイトル                                            | 監督              | 脚本                 | 公開日        |
| --------- | --------------------------------------------------- | ----------------- | -------------------- | ------------- |
| 1         | "プチパニック" "Low-Flying Panic Attack"            | Ed Bazalgette     | 脚本 : Brian Young   | 2022年9月16日 |
| 2         | "どこからともなく" "Taken by the Wind"              | Ed Bazalgette     | Victoria Bata        | 2022年9月16日 |
| 3         | "新たな人気" "Your Newfound Popularity"             | Sallie Aprahamian | Amanda Rosenberg     | 2022年9月16日 |
| 4         | "悪魔に変わるとき" "An Hour Before the Devil Fell"  | Ed Bazalgette     | Talia Gonzalez       | 2022年9月16日 |
| 5         | "敵か味方か" "Are You a Good Witch or a Bad Witch?" | Sallie Aprahamian | Vanessa James Benton | 2022年9月16日 |
| 6         | "不運で哀れな魂" "Poor Unfortunate Souls"           | David Moore       | Shaina Fewell        | 2022年9月16日 |
| 7         | "力を合わせて" "All the Wild Witches"               | David Moore       | Gregory Locklear     | 2022年9月16日 |